# Heterocrossa maculosa
Heterocrossa maculosa är en fjärilsart som först beskrevs av Alfred Philpott 1927a.  Heterocrossa maculosa ingår i släktet Heterocrossa och familjen Carposinidae. Inga underarter finns listade i Catalogue of Life.